# 语言学与商神的婚姻

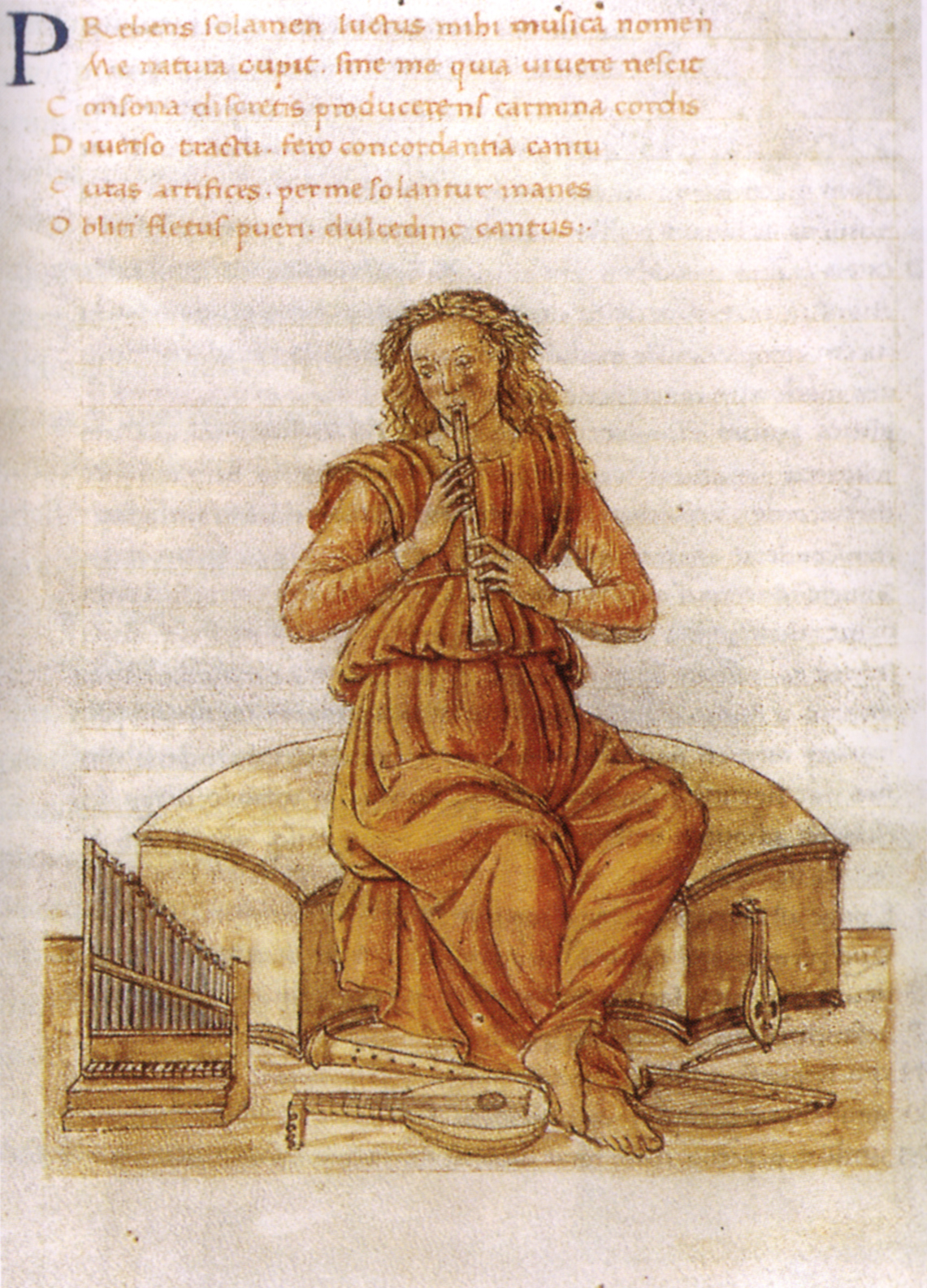
《语言学与商神的婚姻》中的插图

《语言学与商神的婚姻》（De nuptiis Philologiae et Mercurii）是5世纪时罗马学者卡派拉（Martianus Capella）撰写的一部百科全书。
该书以婚礼上的七位傧相代表七艺。语言学是描述一切学问的工具，被认为是最基础的学问。罗马神话中的商神则代表人类的一切实用知识。